# Edwin Plimpton Adams
Edwin Plimpton Adams (Prague, 23 janvier 1878 – Princeton, New Jersey, 31 décembre 1956) est un physicien américain connu pour traduire les conférences d'Einstein. Clinton Joseph Davisson assiste à ses conférences. Adams est élu à la Société américaine de philosophie en 1915.

## Travaux
- Edwin Plimpton Adams et Richard Lionel Hippisley, Smithsonian Mathematical Formulae and Tables of Elliptic Functions, vol. 74, Washington D.C., USA, Smithsonian Institution, coll. « Smithsonian Miscellaneous Collections », 1922 (lire en ligne) (NB. A significant number of entries of this book were later included in Iosif Moiseevich Ryzhik's integral table Tables of integrals, sums, series and products (Таблицы интегралов, сумм, рядов и произведений) in 1945.)

## Lectures complémentaires
- « Nekrolog », Science, vol. 125, no 3243,‎ 1957, p. 339 (PMID 17794440, DOI 10.1126/science.125.3243.339)